# Bandvingad nattskärra
Bandvingad nattskärra (Systellura longirostris) är en fågel i familjen nattskärror.

## Utseende och läte
Bandvingad nattskärra är en medelstor nattskärra. Fjäderdräkten är likt andra nattskärror kryptiskt tecknad i brunt och grått. Båda könen har en beigefärgad krage och vitaktiga eller beigefärgade band över vingarna I flykten syns att stjärten är relativt lång och tvärt avskuren. Sången består av ett ljust och tunt "tseeeeeu".

## Utbredning och systematik
Bandvingad nattskärra har en vid utbredning i Sydamerika. Den delas in i sex grupper av sju underarter med följande utbredning:
- Systellura longirostris roraimae – tepuis i södra Venezuela
- Systellura longirostris ruficervix – Anderna i Colombia till västra Venezuela och Ecuador
- Systellura longirostris atripunctata – Anderna i Peru till Bolivia, nordvästra Argentina och norra Chile
- bifasciata-gruppen
  - Systellura longirostris bifasciata – Chile och västra Argentina
  - Systellura longirostris patagonica – centrala och södra Argentina
- Systellura longirostris longirostris – sydöstra Brasilien till Paraguay, Uruguay och nordöstra Argentina
- Systellura longirostris mochaensis – på öarna Mocha och Ascención, mellersta Chile

Tidigare behandlades kustnattskärran (S. decussata) som en underart till bandvingad nattskärra. Sedan 2014 urskiljer även Birdlife International och internationella naturvårdsunionen IUCN underarten roraimae som en egen art, "tepuínattskärra".

### Släktestillhörighet
Tidigare placerades den i det stora släktet Caprimulgus, men DNA-studier visar att den är närmare släkt med nattskärror i exempelvis Hydropsalis och Nyctidromus och förs numera som ensam art till Systellura.

## Levnadssätt
Bandvingad nattskärra hittas i en rad olika typer av öppna miljöer från havsnivån ända upp i molnskog i Anderna på 4400 meters höjd. Den är som andra nattskärror nattlevande och upptäcks lättast på lätet.

## Status
IUCN bedömer hotstatus roraimae och övriga underarter var för sig, båda grupper som livskraftiga.